# Savva Novikov
Savva Novikov (Tula, 27 de julio de 1999) es un ciclista ruso. Destacó como amateur ganando en prestigiosas pruebas como la Vuelta a la Provincia de Valencia, o como el Circuito Guadiana.

## Palmarés
2019
- 1 etapa del Tour de Rumania
- Tour de Irán-Azerbaiyán,[3] más 1 etapa

2024
- 3.º en el Campeonato de Rusia en Ruta

## Equipos
- Lokosphinx (2018-2019)[4]
- CCC Development Team (2020)[5]
- Equipo Kern Pharma (2021-2022)